# HD 108355
HD 108355，又名CP-63 2283，SAO 251911、HR 4736，是一颗恒星，视星等为6，位于銀經300.28，銀緯-1.04，其B1900.0坐标为赤經12h 21m 48.9s，赤緯-63° -1.04′ 6″。